# 李巍 (1969年)
李巍（1969年10月20日—），是已退役的中國職業足球員，生於湖南長沙，身高186公分，司职位置是后卫兼中场。
李巍在十幾歲時便入選八一體工大隊，並曾入選國少隊與國青隊，以及柯達杯最佳陣容。1994年中國足球職業化，李巍轉隊至廣州太陽神隊，在1994年到2000年間，曾分別效力于廣州太陽神隊、深圳平安隊、青島海牛隊與武漢紅桃K隊，1998年在深圳平安隊是他職業生涯的黃金時期，與张军、孙刚、彭偉國等人並稱“平安四大哥”，1999年他被租借到武漢紅桃K隊，2000年他重披深圳平安隊隊服，但已經無力打進主力陣容，球季後他並未尋求轉隊，而是忽然消聲匿跡。
2002年出現在乙級足球廣東雄鷹隊的教練團陣容中，擔任體能教練，薪水5000元人民幣。2002年10月，廣東雄鷹隊升上甲B，雄鷹隊全體教練團被撤換，李巍也因而失業。李巍由於當時離開八一隊時“軍轉民”的手續沒辦好，所以沒有戶口跟身分證，在離開雄鷹隊後工作並不順遂。
2004年春節前後，他與女友結婚，也因為沒戶口，只有擺酒席，沒辦法做結婚登記。同年6月，李巍沾上了境外的賭博網站，在沒有戶口不好找工作的狀況下，把賭球當作自己的營生，並且有挺豐厚的報酬。年末，李巍的女兒出生，但一樣沒辦法報戶口。
2005年3月18日，李巍在長沙黃花機場辦理登機手續時因涉嫌賭球被警方逮捕，成為繼唐全顺之後，第二名涉嫌賭球被捕的退役職業足球員。不过一个月后李巍取保候审释放，并未判刑。